# حركة ثورية

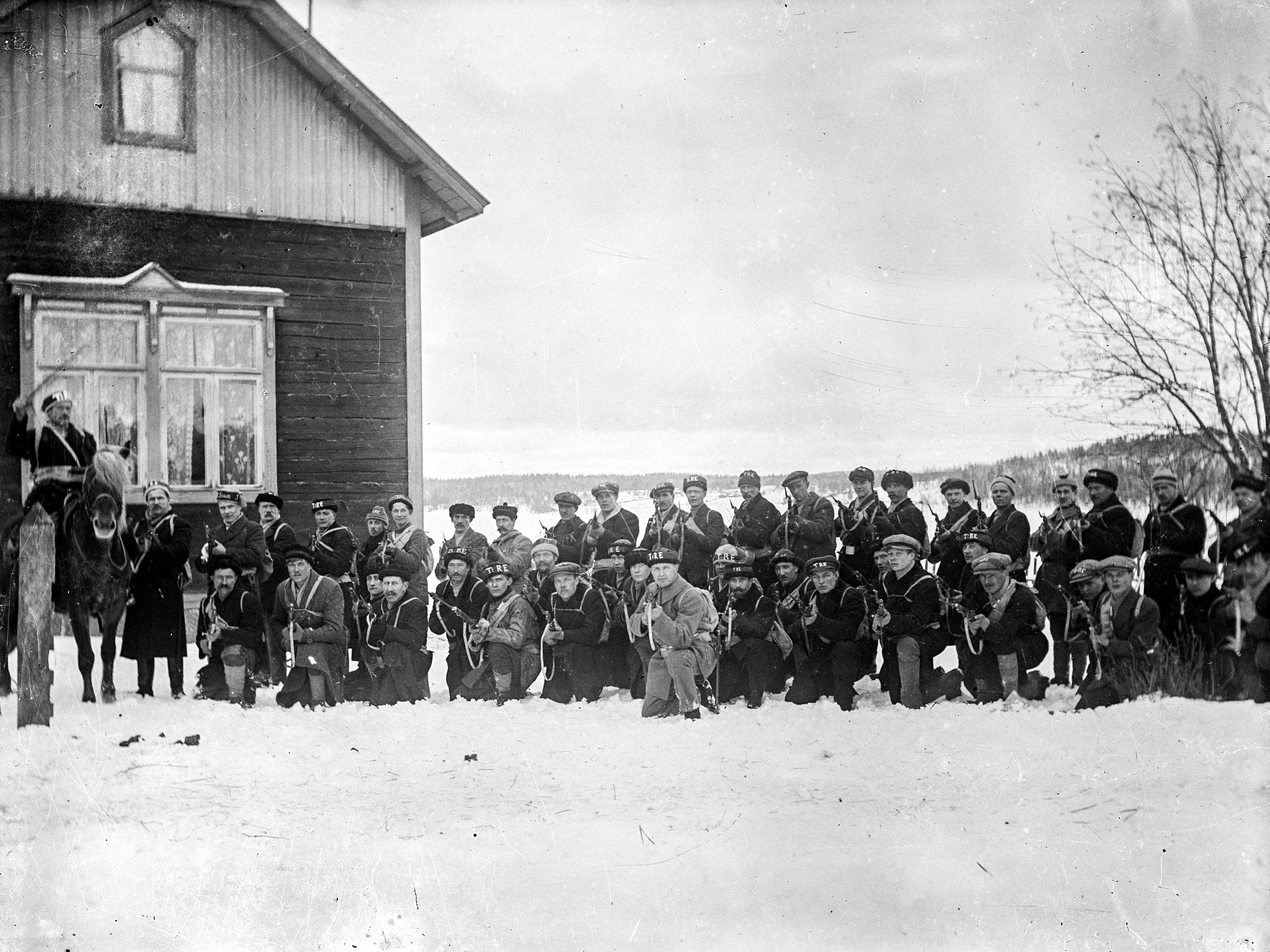
الحرس الأحمر ، مجموعة الثوار الفنلنديين أثناء الحرب الأهلية الفنلندية عام 1918 في تامبيري ، فنلندا

الحركة الثورية أو الحركة الاجتماعية الثورية هي نوعٌ معينٌ من الحركات الاجتماعية التي تُخلق من أجلِ الثورة. يُعرِّفها تشارلز تيلي بأنها «حركة اجتماعية تُحاول السيطرة على الدولة أو على جزءٍ منها.» فيما يُعرّفها جيف جودوين وجيمس إم جاسبر بطريقةٍ أكثر بساطة بالقولِ «إنَّها حركة اجتماعية تسعى كحد أدنى إلى الإطاحة بالحكومة أو الدولة.»
قد ترغبُ حركةٌ اجتماعيةٌ ما في إجراء إصلاحات مختلفة وكسب بعض السيطرة على الدولة؛ ولكن طالما أنها لا تهدف إلى «السيطرة الحصرية» فإن أعضائها ليسوا «ثوريين». في السياق ذاته؛ قد تُصبح الحركات الاجتماعية أكثر راديكالية وثورية – أو العكس – حيثُ يمكن للحركات الثورية أن تُخفِّض من مطالبها وتوافق على تقاسم الصلاحيات مع الآخري لتصبح حزبًا سياسيًا في هذهِ الحالة.
يُميِّز عالم الاجتماع الأمريكي جيف جودوين بين الحركات المحافظة (الإصلاحية) والثورية الراديكالية حيثُ يقول إنَّ هذا يتوقف على مقدار التغيير الذي يريدون إدخاله، وذلك على اعتبار أنّ الحركة الثورية المحافظة أو الإصلاحية سترغبُ في تغيير عددٍ أقل من عناصر النظام الاجتماعي والاقتصادي والثقافي عن الحركة الإصلاحية الراديكالية التي تريد أو ترغبُ في السيطرة على الدولة بشكلٍ كاملٍ وإحداث تغييرٍ على كافّة المستويات.
هناكَ عددٌ من الأمثلة حول الحركات المحافظة بما في ذلك الحركة الثورية الأمريكية في القرن الثامن عشر أو الحركة الثورية المكسيكية في أوائل القرن العشرين. في المُقابل؛ هناك أمثلة أخرى للحركات الثورية الراديكالية كمثل الحركة البلشفية التي ظهرت في في روسيا والحزب الشيوعي في الصين والحركات الشيوعية الأخرى في جنوب شرق آسيا وفي كوبا التي حاولت إدخال تغييرات واسعة على النظام الاقتصادي وحركات الثورة الإسلامية في إيران عام 1979 ضدّ الشاه وكذا بعض حركات العصابات في أمريكا الوسطى. باتَ يُنظر للحركات الثوريّة الراديكالية في العصر الحديث وبالخصوص في الولايات المتحدة تلك الحركات التي تدعو لتغيير النظام الاقتصادي السائد (الرأسمالية) أو النظام السياسي (حكم الحزبين والديمقراطية التمثيلية).
في الواقع؛ يُمكن النظر إلى نفس الحركة الاجتماعية بشكلٍ مختلفٍ اعتمادًا على السياق وعلى عوامل أخرى قد تختلفُ من حركةٍ لأخرى؛ فعلى سبيل المثال لا الحصر؛ يُلاحظ جاك جولدستون أن حركة حقوق الإنسان يُمكن اعتبارها حركة اجتماعية منتظمة في العالَم الغربي لكنها تُعدُّ حركة ثورية في ظل أنظمة قمعية مثل تلك في الصين؛ ومن الأمثلة الأخرى التي ذكرها هناكَ حركة المساواة العرقية والتي كان يمكن اعتبارها ثورية قبل عدة عقودٍ في جنوب إفريقيا ولكنَّها اعتُبرت منذ 1998 مُجرَّد حركة اجتماعية منتظمة.
يُمكن للحركة الثورية أن تكون لا عنيفة؛ ومع ذلك فهذا أمرٌ غير شائعٌ نظرًا لردّة فعل الحكومة التي تُهدّد مثل هذه الحركات وجودها. بشكلٍ أدق؛ هناك خمسة عوامل أساسية لتطوير ونجاح الحركات الثورية وهي:
1. استياء جماعي يُؤدِّي إلى انتفاضات شعبية
2. بروز الحركات السياسية التي تحظى بدعمٍ من النخبة
3. وجود دوافع قوية وموحدة في المجتمع من أجل التغيير
4. حدوث أزمة سياسية كبيرة تؤثر على الدولة حيثُ تَحدُّ من قدرتها أو من قدرة تعاملها مع المعارضة
5. القبول الخارجي